# Конституция Ирландии
Ныне действующая Конституция Ирландии (ирл. Bunreacht na hÉireann, англ. Constitution of Ireland) была одобрена референдумом 1 июля 1937 года и вступила в силу 29 декабря того же года. Она объявила прежний британский доминион суверенным, независимым демократическим государством.

## История создания
В декабре 1921 года был подписан англо-ирландский договор, в результате которого 26 графств, расположенных на территории острова Ирландия перестали подчиняться британскому парламенту и образовали свободное Ирландское государство со статусом доминиона. При этом 6 графств остались в составе британского государства. В 1922 году была принята Конституция Ирландского Свободного государства.
Однако, Конституция, подтвердившая независимость Ирландии от Великобритании, была принята на референдуме 1 июля 1937 года и вступила в силу в декабре. Последние конституционные связи между государствами разорваны в 1948 году, после принятия Закона об Ирландской Республике (хотя он не изменял конституцию). С даты вступления в силу конституции к ней было принято 32 поправки.

## Содержание
Официальный текст Конституции содержит 16 разделов, состоящих из 50 статей:
1. Народ (1—3 ст.) — в первом разделе провозглашается суверенное право ирландского народа на выбор формы правления, а также независимую культурную, экономическую и социальную жизнь. Кроме того, здесь устанавливаются границы государства и область применения основного закона.
2. Государство (4—11 ст.) — определяет официальные названия Ирландии, государственные символы, язык, гражданство, а также юрисдикцию Парламента и Правительства.
3. Президент (12—14 ст.) — описывает процедуру выбора главы государства, его права и обязанности.
4. Национальный парламент (15—27 ст.) — самое большое количество статей Конституции посвящено законодательной власти. В этом разделе говорится о функциях Парламента, процедуре выборов, а также об основных этапах законотворческой деятельности.
5. Правительство (28 ст.) — определяет количество и должностной состав высшего органа исполнительной власти, права, функции и обязанности Премьер-министра и членов правительства.
6. Международные отношения (29 ст.) — декларируется преданность Ирландии идеалам мира и дружеского сотрудничества между народами. Кроме того, данная статья подтверждает право Ирландии на членство в различных европейских экономико-политических союзах.
7. Генеральный атторней (30 ст.) — описывает должностные обязанности Атторнея — советника Правительства по вопросам закона и правовых оценок.
8. Государственный совет (31—32 ст.) — определяет должностной состав и функции этого совещательного органа при Президенте.
9. Контролер и Генеральный аудитор (33 ст.) — описывает должностные обязанности Контролера и Генерального аудитора, которые занимаются проверкой всех расходов и денежных счетов Парламента.
10. Суды (34—37 ст.) — в этом разделе говорится о юрисдикции всех судов Ирландии и процедуре назначения судей. В частности, Верховный суд обладает полномочиями конституционного надзора.
11. Судопроизводство по преступлениям (38—39 ст.) — говорится о порядке судебных разбирательств по уголовным преступлениям. Отдельная статья посвящена государственной измене.
12. Основные права (40—44 ст.) — значительная часть Конституции отведена определению прав граждан в следующих сферах жизни: личные права, семья, образование, частная собственность и религия. Конституция гарантирует равенство всех граждан перед законом, неприкосновенность жилища, свободное выражение мнений, право мирно и без оружия собираться, а также создавать ассоциации и союзы.
13. Основные принципы социальной политики (45 ст.) — утверждены принципы социальной политики, которые являются общим руководством для Парламента.
14. Изменение Конституции (46 ст.) — в статье говорится о порядке внесения поправок в основной закон.
15. Референдум (47 ст.) — устанавливает необходимость одобрения народом поправок к Конституции.
16. Отмена Конституции свободного Ирландского государства и действие закона во времени (48—50 ст.) — в заключительном разделе говорится о прекращении действия предыдущей Конституции Ирландии, а также преемственности государства и правительства.

Статьи 51-63 (переходные положения) к настоящему времени утратили силу.